# 昆茨 (德克薩斯州)
昆茨（英語：Kountze）是一個位於美國德克薩斯州哈丁縣的城市。根據2010年美國人口普查，該地共人口2123人，而該地的面積約為10.26平方千米。同時該地也是哈丁縣的縣治。

## 地理
昆茨的座標為30°22′36″N 94°18′55″W / 30.37667°N 94.31528°W，而該地的平均海拔高度為26米（即85英尺）。